# Јеталанд
Јеталанд (швед. Götaland) је шведска историјска земља лоцирана у јужној Шведској. Други називи за Јеталанд су Gothia, Gothland, Gotland, Gautland и Geatland.
Из Јеталанда су потицали Готи.

## Покрајине
У Јеталанду се налазе следеће историјске покрајине:
| - Блекинге - Бухуслен - Вестерјетланд - Готланд - Далсланд - Еланд - Естерјетланд - Сканија - Смоланд - Халанд | Блекинге · Бухуслен · Вестерјетланд · Готланд · Далсланд · Еланд · Естерјетланд · Сканија · Смоланд · Халанд |

Од ових покрајина су Сканија, Блекинге и Халанд (познате по називу Сконеланд) биле у саставу Данске до Роскилдског мира 1658. године, док је Бухуслен био под норвешком контролом.